# Столяров Олексій Вікторович
Олексій Вікторович Столяров — російський відеоблогер, спортивний блогер YouTube. Засновник бренду спортивного одягу EazyWay. Встановив офіційний рекорд Росії з наймасовішої спортивної планки. Заручений з донькою міністра оборони Росії Шойгу Ксенією.

## Біографія
Народився 25 лютого 1990 року в Санкт-Петербурзі. Мама хлопчика працювала лікарем, батько був пожежником у МНС. Батьки багато працювали, тому вихованням переважно займалася бабуся, заслужений тренер СРСР з фігурного катання. У школі вирішує спробувати себе у легкій атлетиці. 5 років Олексій їздив на змагання, займав призові місця у дистанціях на 60 та 100 метрів. Після школи юнак вступив до Університету фізичної культури ім. Лісгафт. У ВНЗ Столяров проходив практику у школі, проводив уроки для дітей. Навчав спортсменів бодібілдингу, правильному харчуванню та силовому фітнесу. У 2012 році став кандидатом у майстри спорту з легкої атлетики. У лютому 2023 року в Росії спалахнув скандал, пов'язаний з тим, що Олексій позитивно оцінював діяльність опозиційних та українських блогерів, незважаючи на безпосередню причетність до сім'ї міністра оборони.

## Блогерська діяльність
У 2014 році завів YouTube канал «Олексій Столяров» на тему фітнесу та здорового способу життя та опублікував своє перше відео «продуктовий кошик». Пізніше Олексій вигадав новий формат «Знищення», куди запрошував різних блогерів та спортсменів, «знищуючи» їх на шалених тренуваннях і у 2018 році заробив свій перший мільйон підписників. Сьогодні на каналі Олексія Столярова майже 4 мільйони підписників та його канал є найбільшим авторським спортивним каналом на російському YouTube.
Олексій брав участь у шоу «Російський Ніндзя» на телеканалі СТС, учасник шоу «Повний блекаут» на телеканалі СТС, був ведучим (фітнес тренер) у шоу «Пацанки» 2 сезон, учасником програми «Чорний список» на телеканалі П'ятниця, учасник шоу «Справа була ввечері» на СТС.
28 серпня 2022 року встановив світовий рекорд «найбільша кількість людей, що одночасно стоять у планці у світі». Захід відбувся у Москві на території Парку Горького. У ньому взяло участь 5060 осіб.

## Особисте життя
У травні 2021 року в мережі з'явилася інформація про заручини Олексія та Ксеніі Шойгу, спортивного чиновника та дочки міністра оборони РФ Сергія Шойгу. До заручин пара зустрічалася півтора року. Наразі у пари росте донька Мілана, яка з'явилася на світ 17 вересня 2021 року.